# Jüdische Trauerhalle (Louny)

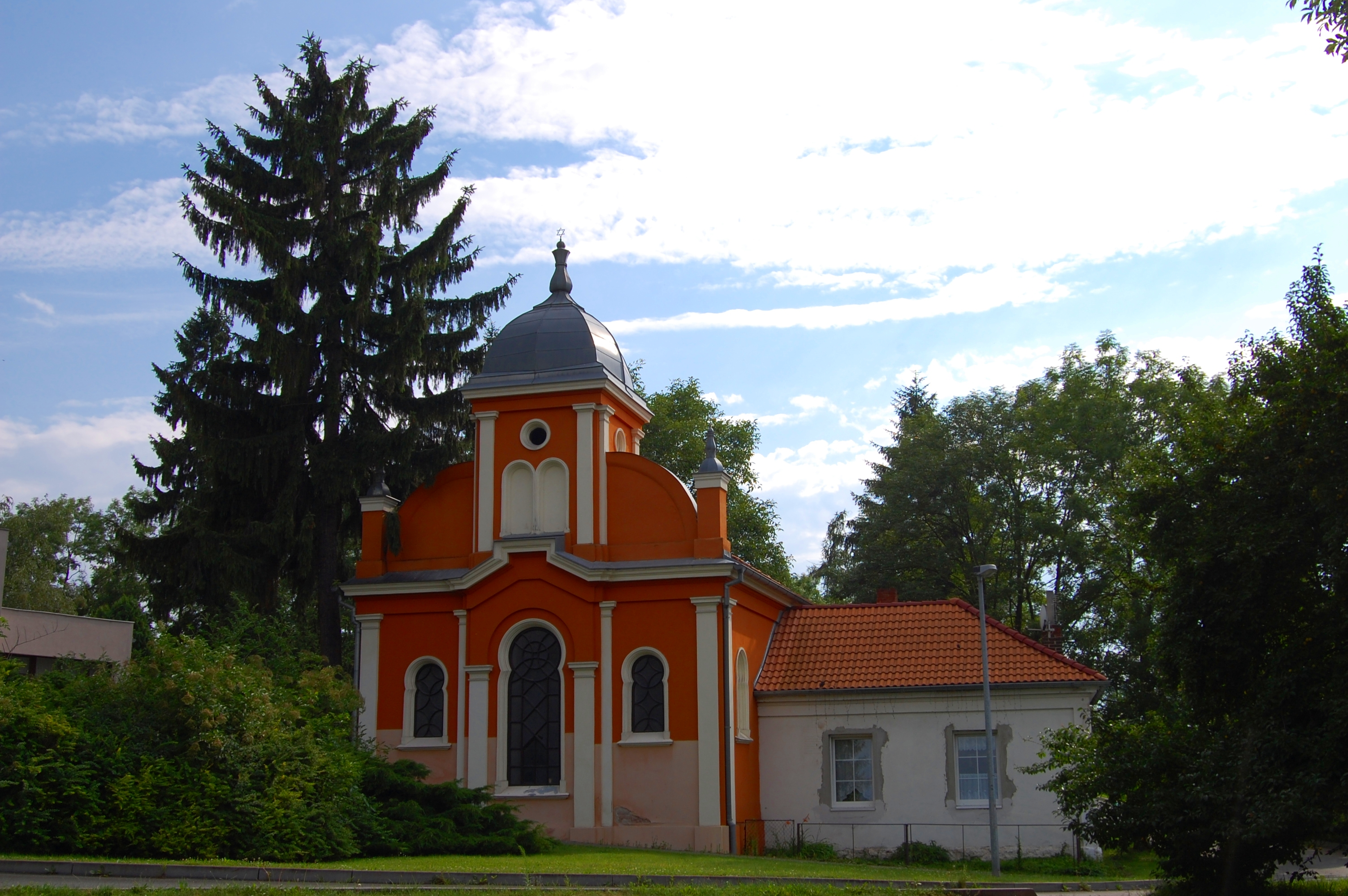
Jüdische Trauerhalle in Louny

Der Jüdische Trauerhalle in Louny (deutsch Laun), der Bezirksstadt des Okres Louny im Ústecký kraj in Tschechien, wurde Ende des 19. Jahrhunderts errichtet. Die Trauerhalle ist als Teil des Jüdischen Friedhofs in Louny ein geschütztes Kulturdenkmal.
Die Trauerhalle im Stil des Historismus wurde in den letzten Jahren umfassend renoviert.